# Абул-Касім Бабур
Абул-Касім Бабур (*1422 — 22 березня 1457) — емір Хорасану в 1448—1457 роках, емір Кабулу, Газні і Кандагару в 1452—1457 роках. Повне ім'я Абул-Касім Бабур Мірза ібн Байсонкур. За його правління Тимуриди остаточно втратили західний, північно-західний та південний Іран.

## Життєпис
Походив з династії Тимуридів. Син шахзаде Байсонкур і онук Шахрух Мірзи. Народився у 1422 році в Гераті, де здобув гарну освіту. У 1433 році втратив батька. Виховувався під орудою бабці Гаухад-бега. замолоду виявив схильність до віршування, почав складати твори під ім'ям «Бабур». Також мав прихильність до суфізму.
У 1447 році після смерті діда залишив Хорасан, оскільки сюди прибув Улугбек з військом. Невдовзі зібравши загони, Абул-Касім завдав удару по обозах Улугбека, що повертався до Мавераннахра, а потім вдалим маневром захопив Герат. Протягом 1448 року вдалося відбити напади Абд аль-Латіфа, намісника Балха, та розширити владу в Хорасані. У 1449 році проти Абул-Касіма виступив Улугбек, який захопив Герат і Мешхед, але біля Нішапуру війська Абул-касіма здобули перемогу над Абд аль-Латіфом. Втім лише після відходу основних сил на чолі із Улугбеком, який вимушений був повертатися до Самарканда з огляду на загрозу з боку узбеків хана Абулхайра, Абул-Касім зумів перейти у наступ. Він завдав поразки наміснику Абд аль-Латіфу й знову захопив Хорасан разом з Гератом.
Втім уже на початку 1450 року проти Абул-Касіма виступив брат Султан-Мухаммед, який завдав Бабуру поразки при Мешхеді. Але через декілька місяців Абул-Касім взяв реванш, перемігши брата. Останній потрапив у полон, його було страчено за наказом Бабура. завдяки цьому вдалося розширити володіння Абул-Касіма бабура, який захопив провінцію Фарс (Південна Персія) та Аджемський Ірак з Хамаданом. Також вдалося захопити важливі фортеці Іхтіяраддін, Нерет, Сарахс, Са'лук і Тебес, де були фактично незалежні феодали.
У 1451 році проти Бабура виступив Джаханшах, правитель Кара-Коюнлу, який взяв в облогу важливе місто Кум. військовій кампанії проти цього ворога завадило повстання брата Ала аль-Даули, який з військом прийшов з Сістану. Після придушення цього заколоту, поширив владу на Керман, Рей, Мазандеран. Але це призвело донової війни проти Кара-Коюнлу, що завершилася невдало для Абул-Касіма: було втрачено практично усю Персію, окрім Мазандерана, Астрабада і Кермана. Тоді 1452 року виступив проти еміра  Каратшара, завдавши якому поразки, захопив Кандагар, Газні і Кабул. За угодою 1453 року з Джаханшахом емір Хорасана відмовився від усіх втрачених володінь.
У 1454 році розпочалася війна проти Султан Абу-Саїда, еміра Мавераннахра, який спробував захопити Балх. У відповідь війська Бабура сплюндрували південь Мавераннахра, але спроба захопити Самарканд виявилася невдалою. Проте жодна зі сторін не мала повної переваги. За угодою 1455 року кордоном між держави Абул-Касіма і Султан Абу-Саїда стала річка Амудар'я.
Помер в місті Мешхед у березні 1457 року, можливо від отруєння. Йому спадкував син Мірза Шах Махмуд.